# Lindsayomyrtus racemoides
Lindsayomyrtus es un género monotípico de plantas perteneciente a la familia Myrtaceae. Su única especie: Lindsayomyrtus racemoides (Greves) Craven, Austral. Syst. Bot. 3: 731 (1990), es originaria de Maluku hasta Queensland en Australia.

## Sinonimia
- Eugenia racemoides Greves, J. Bot. 61(Suppl.): 20 (1923).
- Xanthostemon brachyandrus C.T.White, Proc. Roy. Soc. Queensland 53: 219 (1942).
- Metrosideros nigroviridis Steenis, Acta Bot. Neerl. 2: 299 (1953).
- Lindsayomyrtus brachyandrus (C.T.White) B.Hyland & Steenis, Blumea 21: 190 (1973).[1]